# 全秀智
全秀智（1983年11月10日—），韩国女演员。她曾出演《60天，指定倖存者》 、《Signal》、《辛旽》、《第五共和国》和《綠色媽咪會》等电视剧以及《我的馬拉松》、 《我的愛在我身邊》、《非常宣言》、《恐怖直播》和《首爾之春》等電影。 